# Divinação em O Senhor dos Anéis
Divinação, a tentativa de prever eventos futuros, aparece no romance épico de fantasia de J. R. R. Tolkien O Senhor dos Anéis principalmente na forma do uso de um Palantír ou do Espelho de Galadriel. No romance, Tolkien parece cético quanto ao valor da divinação, considerando o processo perigoso e propenso a levar a ações equivocadas. O Senhor do Escuro Sauron e Denethor, o Regente de Gondor, são ambos enganados por meio do Palantír. Galadriel é cautelosa sobre o uso de seu Espelho, advertindo os hobbits Frodo e Sam que, embora possa ser útil, é um guia perigoso para ações. Isso está em forte contraste com as ações de Macbeth na peça de Shakespeare, onde as bruxas que ele consulta dizem a verdade, e o que elas predizem acontece, mas não da forma que Macbeth imaginava, com resultados desastrosos.

## Contexto
J. R. R. Tolkien era um católico romano devoto, e ele descreveu O Senhor dos Anéis como uma "obra fundamentalmente religiosa e católica; inconscientemente no início, mas conscientemente na revisão". Embora aceitasse profecia [en] e visões oníricas em O Senhor dos Anéis, Tolkien é cético quanto ao valor da divinação, considerando objetos como os Palantírs como (nas palavras do personagem Gandalf) "Perigosos para todos nós são os dispositivos de uma arte mais profunda do que a que possuímos". Ações conduzidas por meio de olhar em um dispositivo mágico são propensas a erros, pois o dispositivo oferece uma visão ambígua da realidade. Robert Field Tredray escreve que, para Tolkien, "a divinação é altamente problemática. Não é confiável, embora possa ser útil. Deve ser interpretada, e isso não é fácil, mesmo para os mais sábios". As conexões que ela oferece são ambíguas; "as dificuldades não são magicamente dissolvidas".

## Objetos usados para divinação

### Palantír

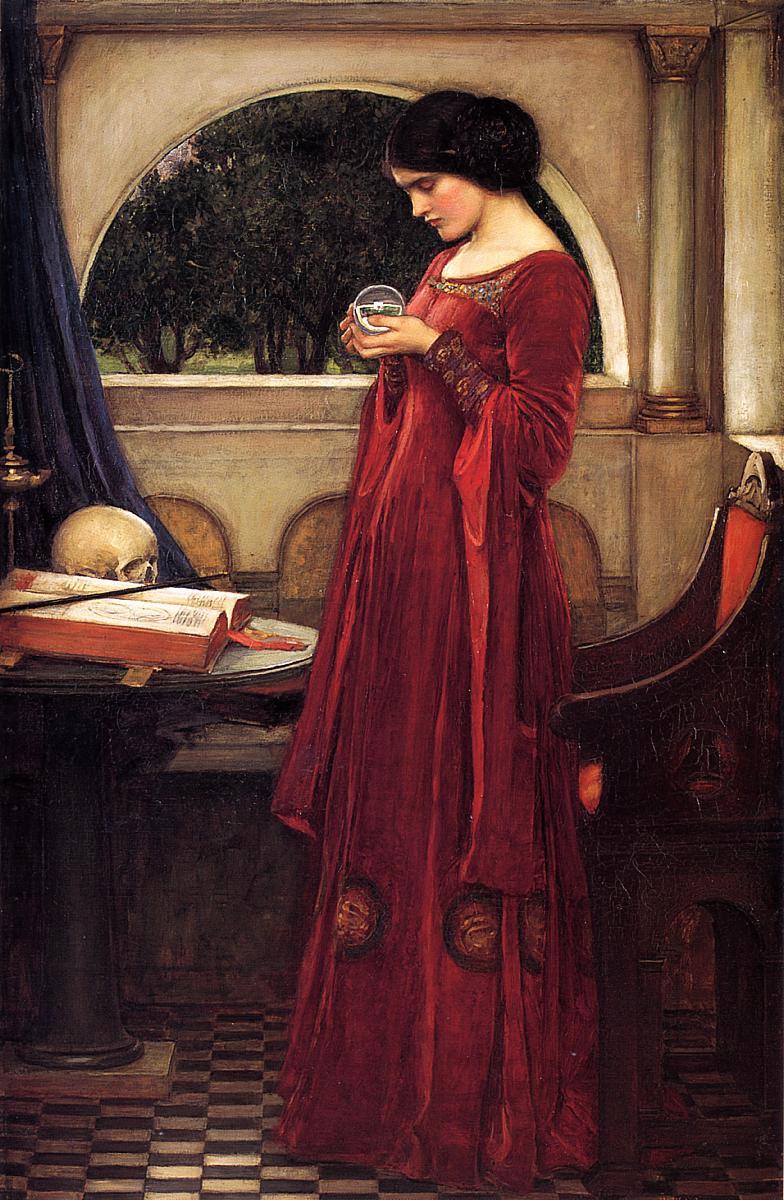
en sugere que a natureza enganosa dos palantírs indica que se deve confiar na providência, não em bolas de cristal. Pintura de J.W. Waterhouse, 1902.

Um palantír permitia ao usuário ver lugares distantes ou eventos do passado. Uma pessoa podia olhar em um palantír para se comunicar com outra pessoa olhando em outro palantír. Eles então podiam ver "visões das coisas na mente" da pessoa olhando para a outra pedra.
Um portador de grande poder, como Sauron, podia dominar um usuário mais fraco por meio de um Palantír, como foi a experiência de Pippin Took [en] e Saruman. Mesmo alguém tão poderoso quanto Sauron não podia fazer os palantírs "mentirem" ou criar imagens falsas; o máximo que ele podia fazer era exibir seletivamente imagens verdadeiras para criar uma falsa impressão na mente do observador. Em O Senhor dos Anéis, três usos dessas pedras são descritos, e em cada caso, uma imagem verdadeira é mostrada, mas o observador tira uma conclusão errada dos fatos. Isso se aplica a Sauron quando ele vê Pippin na pedra de Saruman e assume que Pippin tem o Anel, e que Saruman, portanto, o capturou. Denethor, também, é enganado pelo uso de um palantír, desta vez por Sauron, que o leva ao suicídio ao mostrar-lhe verdadeiramente a Frota Negra se aproximando de Gondor, sem informar que os navios são tripulados pelas tropas de Aragorn, vindo em socorro de Gondor. O estudioso de Tolkien, Tom Shippey [en], sugere que esse padrão consistente é a maneira de Tolkien dizer ao leitor que não se deve "especular" – a palavra significando tanto tentar adivinhar o futuro quanto olhar em um espelho (Latim: speculum 'vidro ou espelho') ou bola de cristal – mas deve confiar na sua sorte e tomar suas próprias decisões, enfrentando corajosamente seu dever em cada situação.
| Observador                   | Imagem                                                                         | Apresentador          | Suposição Errada                                          | Realidade                       | Resultado, Enganado                                            |
| ---------------------------- | ------------------------------------------------------------------------------ | --------------------- | --------------------------------------------------------- | ------------------------------- | -------------------------------------------------------------- |
| O Senhor do Escuro Sauron    | Pippin, um hobbit                                                              | Pippin, tolo          | Pippin é "o meio-homem", e tem o Anel; Saruman o capturou | Outro hobbit, Frodo, tem o Anel | Envia Nazgûl para Orthanc, não vigia Ithilien                  |
| O Regente de Gondor Denethor | Forças armadas de Sauron, frota de Corsários de Umbar se aproximando de Gondor | Sauron, seletivamente | Frota é inimiga; vitória na batalha impossível            | Aragorn capturou a frota        | Comete suicídio                                                |
| Sauron                       | Herdeiro de Elendil (Aragorn) com a espada de Elendil                          | Aragorn, ousadamente  | Aragorn agora tem o Anel, atacará Mordor em breve         | O Anel está a caminho de Mordor | Ataca Gondor prematuramente; não vigia Cirith Ungol nem Mordor |

### Espelho de Galadriel

#### Visões ambíguas

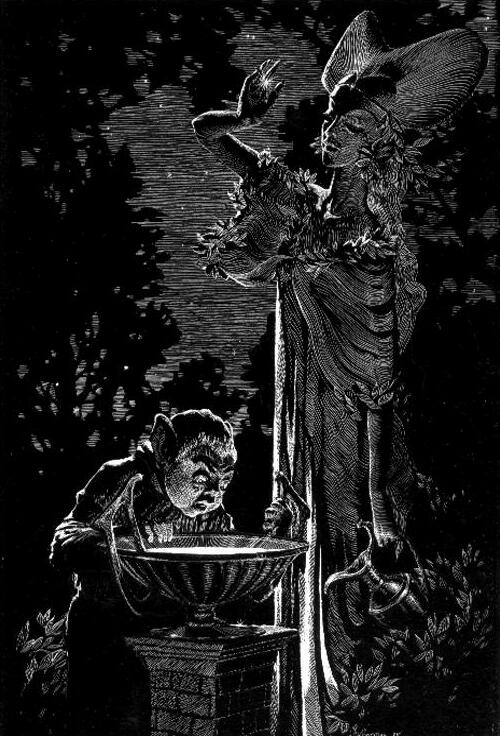
Galadriel permitindo que Frodo olhe em seu espelho. en, scraperboard, 1981.

O Espelho de Galadriel oferece visões mágicas, mas ambíguas, como a elfa Galadriel explica a Frodo:
| “           | Muitas coisas eu posso comandar que o Espelho revele", ela respondeu, "e a alguns eu posso mostrar o que desejam ver. Mas o Espelho também mostrará coisas não solicitadas, e essas são frequentemente mais estranhas e mais proveitosas do que as coisas que desejamos contemplar. O que você verá, se deixar o Espelho livre para funcionar, eu não posso dizer. Pois ele mostra coisas que foram, coisas que são e coisas que ainda podem ser. Mas qual delas ele mostra, nem mesmo os mais sábios podem sempre dizer. Você deseja olhar? | ” |
| — Galadriel | |   |

Galadriel ainda diz a Sam que "o Espelho mostra muitas coisas, e nem todas ainda se realizaram. Algumas nunca se realizarão, a menos que aqueles que veem as visões se desviem de seu caminho para evitá-las. O Espelho é perigoso como guia para ações". Tredray comenta na Mythlore [en] que isso ecoa Macbeth, assim como o encontro de Éowyn com o Rei-bruxo.

#### Poço ao estilo celta
Noelia Ramos-Soria escreve que poços podem ser "portais para reinos alternativos" na mitologia celta, como em O Senhor dos Anéis. O espelho de Galadriel permite a divinação por meio, ela escreve, de um mecanismo não declarado envolvendo a água de Lothlórien, "um riacho prateado que brotava da fonte na colina", junto com o ato ritualizado de despejar água no espelho, soprar na superfície da água e o poder da própria Galadriel e de seu anel, Nenya, associado ao elemento da água. Além desse poder mágico de divinação, a água "serve como um conduto simbólico entre mundos e um portal para o além, ecoando motivos mitológicos mais amplos".

#### Contraste comMacbeth

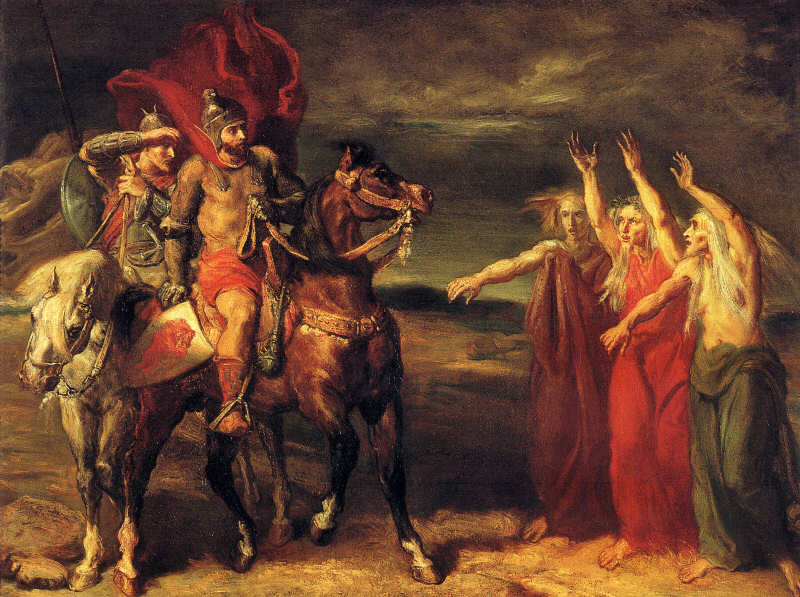
Ninguém avisou Macbeth que o que as bruxas diziam seria verdade, mas perigoso como guia para ação, como Galadriel utilmente avisa Sam. Pintura por Théodore Chassériau, 1855..

Janet Brennan Croft [en] contrasta as ideias de Tolkien sobre "magia e divinação" com as de Shakespeare em Macbeth. Enquanto Galadriel imediatamente avisa os hobbits que as visões vistas em seu espelho podem "nunca se realizar, a menos que aqueles que veem as visões se desviem de seu caminho para evitá-las", ninguém avisa Macbeth utilmente disso, "antes que ele tentasse ajudar o destino", ela observa. As bruxas de Macbeth sempre disseram a verdade: o que elas dizem se realiza, embora não necessariamente na forma imaginada por seus ouvintes. As visões no espelho de Galadriel são, escreve Croft, mais como mundos paralelos na ficção científica: escolhas futuras determinarão qual visão realmente se concretizará na realidade.

### Outros meios

#### O Um Anel
Håkan Arvidsson escreve na Mallorn que a figura lendária do Alquimista é tanto um ferreiro quanto um mago, seu símbolo um anel de ouro moldado como o Ouroboros, a serpente que devora a si mesma, com a cauda na boca. Ele afirma que o anel denota tanto a eternidade quanto o conhecimento universal; e que anéis foram usados para divinação "ao longo da história", na prática da dactilomancia [en]. O alquimista pode ser bom ou mau: Arvidsson sugere que alquimistas maus, como o Senhor do Escuro Sauron, desejam transformar e destruir o mundo.

#### O "coração"
Além de artefatos feitos para esse propósito, o Mago Gandalf ocasionalmente diz que seu "coração" lhe diz algo, significando um pressentimento crível, mas não específico, que não equivale a uma profecia propriamente dita. Por exemplo, em "A Sombra do Passado", Gandalf fala contra matar Gollum porque ele desempenhará um papel na missão de destruir o Um Anel:
| “ | "E ele [Gollum] está ligado ao destino do Anel. Meu coração me diz que ele ainda tem um papel a desempenhar, para o bem ou para o mal..." | ” |
|   | |   |

Da mesma forma, em "O Conselho de Elrond [en]", Gandalf fala novamente do papel imprevisto de Gollum:
| “ | Bem, bem, ele [Gollum] se foi ... Mas ele ainda pode desempenhar um papel que nem ele nem Sauron previram. | ” |
|   | |   |

### J. R. R. Tolkien
1. ↑  (Carpenter 2023, Cartas #142 para R. Murray S.J., 2 de dezembro de 1953)
2. ↑  (Tolkien 1954a), livro 3, cap. 11 "O Palantír"
3. 1 2  (Tolkien 1980), Contos Inacabados, parte 4, 3. "Os palantíri"
4. ↑  (Tolkien 1977), O Silmarillion, "Dos Anéis de Poder e da Terceira Era"
5. ↑  (Tolkien 1954), livro 3, cap. 11 "O Palantír"
6. 1 2 3 4  (Tolkien 1954a), livro 2, cap. 7 "O Espelho de Galadriel"